# EComStation
eComStation (o eCS) es el sistema operativo para PC, desarrollado por Serenity Systems, que está basado en OS/2 Warp 4.5, incluyendo una nueva interfaz gráfica y varias mejoras, como el Journaling File System, un sistema de archivos que es mucho más tolerante de fallos y que es usado por otros sistemas como AIX.
Este sistema integra la última versión del producto original de IBM (los llamados Convenience Pack) con otros productos que IBM distribuye separadamente por algún motivo (como controladores USB) y diversos desarrollos de software, muchos de ellos open Source, para ofrecer al usuario un sistema actualizado, más completo y sencillo de instalar que el original de IBM.

## Versiones

### eComStation 1.0
Fecha beta preview: 29 de septiembre de 2000.
Fecha: 10 de julio de 2001.
Serenity System International realizó un acuerdo con IBM, y le fue permitido crear el eComStation basado en OS/2 Warp Convenience Pack. Serenity realizó una serie de cambios al sistema, agregando mejoras, más aplicaciones y empezó la era de eComStation (eCS).
Está basado en el IBM OS/2 Warp 4.51 (Convenience pack 1).
Mejoras en esta versión:
- Nuevo instalador del sistema operativo con facilidades de uso.

### eComStation 1.1
Fecha: 24 de mayo de 2003.
Salieron a la venta varias versiones basadas en el OS/2 Convenience Pack 2:
- eComStation Entry: La base del sistema operativo.
- eComStation Application Pack: El paquete de aplicaciones extra que ofrece Serenity. 
- eComStation Multi Processor Pack: Soporte hasta 16 procesadores en el Cliente. 
- eComStation Server Edition: Incluye el IBM's Warp Server for e-business y WiseServer.

Mejoras en esta versión:
- Se incluyó el eWorkPlace (basado en XWorkpalce) para mejorar el Workplace Shell.
- Facilidad en la Instalación del Sistema.
- Soporte para lectura de particiones NTFS.
- Se incluyó el eCenter, la barra de menús del sistema mejorada.
- Se incluyó el Desktop Pager para tener escritorios virtuales.
- También salió a la venta la versión para multiprocesadores (eComStation 1.1 Multi Processor Pack)
- Se vende adicionalmente el eComStation 1.1 Application Pack el cual incluye: 
  - Lotus SmartSuite para OS/2 versión 1.7
  - HobLink X11 server, que da acceso a aplicaciones Unix desde el escritorio.
  - Sti Applause + Controladores de Escáneres.

### eComStation 1.2 / 1.2R
Fecha: 12 de agosto de 2004 (1.2).
Fecha: 4 de noviembre de 2005 (1.2R Media Refreshed)
Mejoras en esta versión:
- Se actualizó el navegador web basado en Mozilla 1.7
- Incluye el Innotek WebPack, con el componente con soporte para Flash 5, Java 1.4, Acrobat Reader 4.05 y Soporte para fuentes Anti-Alias.
- XWorkplace actualizado y refinado.
- Nuevo editor de texto con una interfaz mejorada (AE).
- Actualizado el soporte para laptops.
- Se incluyó el protector de pantalla EscapeGL con soporte de OpenGL.
- Se agregó el PMVNC para el control remoto de la estación.
- También salió a la venta una versión para más de un procesador (eComStation Multi Processor Pack).
- Se incluye opcionalmente el Application Pack 1.2, el cual contiene:
  - Serenity Virtual Station (SVISTA), un programa para realizar máquinas virtuales de otros sistema operativos en OS/2.
  - Lotus SmartSuite 1.7
  - OpenOffice 1.1.4

El Application Pack fue descatalogado al salir la versión 1.2R. Algunos programas del antiguo pack pueden adquirirse por separado, como el OpenOffice 1.1.5 (estando en versión beta el OpenOffice 2.0). Hay una Academic Edition exclusivamente para profesores y estudiantes que incluye eComStation 1.2R y OpenOffice a menor precio que la edición estándar de eComStation.

### eComStation 2.0
Fecha Beta 1: 22 de diciembre de 2005.
Fecha Beta 1b: 11 de enero de 2006.
Fecha Beta 2: 11 de abril de 2006.
Fecha Beta 3: diciembre de 2006.
Fecha Beta 4: 28 de febrero de 2007.
Fecha Release Candidate 1: 18 de junio de 2007.
Fecha Release Candidate 2: septiembre de 2007.
Fecha Release Candidate 3: 2 de noviembre de 2007 (Warpstock Europe 2007 Release).
Fecha versión final 2.0 GA: mayo de 2010.
Fecha versión 2.1: 8 de mayo de 2011.
Mejoras en esta versión:
- Se incluye una versión del sistema de archivos JFS (Journal File System) iniciable. El arranque de eComStation desde una partición JFS es mucho más rápido.
- Nuevo controlador de vídeo Scitech SNAP licenciado para usuarios de eComStation. Serenity System negoció directamente con Scitech para usar el driver. Antes era negociado por IBM.
- Se actualizaron controladores de tarjeta de red, así como también para tarjetas de sonido

SoundBlaster Live!, CMedia 8738.
- Nuevo controlador de Audio (UniAud).
- Se cambió el protector de pantalla de Escape GL a Doodle ScreenSaver (software libre).
- Se agregó la librería de gráficos Cairo.
- En la versión 2.0 final se incluyó soporte de ACPI además de los antes mencionados JFS, etc.
- En la 2.1 se mejoró el soporte de ACPI, se renovó el instalador y se actualizaron varias aplicaciones incluidas (como Mozilla Firefox).